# Mohamed Taabouni
Mohamed Taabouni, né le 29 mars 2002 à Haarlem aux Pays-Bas, est un footballeur néerlando-marocain évoluant en tant que milieu central au Al-Arabi SC.

## Biographie

### En club

#### Formation à l'AZ Alkmaar (2008-2022)
Mohamed naît à Haarlem aux Pays-Bas, dans une famille marocaine. Inspiré du footballeur Kevin De Bruyne, Mohamed Taabouni a comme objectif de devenir un footballeur professionnel.
Le 2 juillet 2018, il signe son premier contrat professionnel au sein du club de l'AZ Alkmaar, jusqu'en mi-2021. En novembre 2018, âgé alors de 16 ans, il fait ses débuts professionnels en D2 néerlandaise, lors d'un match opposant les Jong AZ aux Jong PSV. Lors de sa première saison professionnelle, il dispute 10 matchs de championnat et marque un but.
Le 18 décembre 2019, Taabouni entre en jeu à la 78ème minute en remplaçant Oussama Idrissi, à l'occasion d'un match de la Coupe des Pays-Bas face à Groene Ster. Le 5 décembre 2021, il fait ses débuts professionnels en Eredivisie en entrant en jeu à la 86ème minute à la place de Jesper Karlsson (victoire, 3-1).

#### Feyenoord Rotterdam (depuis 2022)
Le 1er juillet 2022, il s'engage librement au Feyenoord Rotterdam entraînée par Arne Slot pour une durée de deux saisons.

### Carrière internationale
Le joueur se fait connaître en 2019 lorsqu'il sauve in extremis les Oranges en demi-finale de l'Euro 2019, avec un but inscrit en toute fin de rencontre face à l'équipe d'Espagne -17 ans, les qualifiant ainsi en finale de la compétition. Il remporte l'Euro 2019 avec les Pays-Bas -17 ans, en battant l'équipe d'Italie -17 ans (victoire 4-2).

## Palmarès

### En sélection
- Pays-Bas -17 ans
  - Euro 2019 -17 ans :
    - Vainqueur : 2019

### Distinctions personnelles
- 2020 : Vainqueur du prix talent de la D2 néerlandaise de la mi-saison 2020/2021[5]